# Eurydice (fille de Lysimaque)
Pour les articles homonymes, voir Eurydice (homonymie).
Eurydice est la fille de Lysimaque, roi de Thrace, et de Nikaia ; elle épouse son cousin Antipater, fils de Cassandre et co-roi de Macédoine de 297 à 294 av. J.-C. avec son frère Alexandre V.